# سيريل ويلكينسون
سيريل ويلكينسون (بالإنجليزية: Cyril Wilkinson)‏ (و. 1884 – 1970 م) هو لاعب هوكي الحقل، ولاعب كريكت، ومحامي من المملكة المتحدة، والمملكة المتحدة لبريطانيا العظمى وأيرلندا، شارك في الألعاب الأولمبية الصيفية 1920، توفي عن عمر يناهز 86 عاماً.

## التعليم
تعلم في مدرسة بلانديل ‏
.

## جوائز
حصل على جوائز منها:

نيشان الامبراطورية البريطانية من رتبة قائد

## روابط خارجية
- سيريل ويلكينسون على موقع إي آس بي آن كريك إنفو (الإنجليزية)
- سيريل ويلكينسون على موقع أوليمبيديا (الإنجليزية)
- سيريل ويلكينسون على موقع اللجنة الأولمبية البريطانية (الإنجليزية)